# Various Positions
Various Positions ist das siebte Studioalbum des kanadischen Songwriters Leonard Cohen. Es wurde im Juni 1983 aufgenommen und im Dezember 1984 in Europa veröffentlicht. Das bekannteste Lied der Platte ist Hallelujah. Zu dem Song Dance Me to the End of Love wurde ein Musikvideo veröffentlicht.
Im Februar und März 1985 stellte Cohen die neuen Songs auf einer Europa-Tour (42 Konzerte) vor. Auf You Tube findet man ein Konzert vom März 1985 in Warschau (damals noch Ostblock).

## Titelliste
Seite 1
| Nr. | Titel                       | Länge |
| --- | --------------------------- | ----- |
| 1.  | Dance Me to the End of Love | 4:38  |
| 2.  | Coming Back to You          | 3:32  |
| 3.  | The Law                     | 4:27  |
| 4.  | Night Comes On              | 4:40  |

Seite 2
| Nr. | Titel                   | Länge |
| --- | ----------------------- | ----- |
| 5.  | Hallelujah              | 4:39  |
| 6.  | The Captain             | 4:06  |
| 7.  | Hunter’s Lullaby        | 2:24  |
| 8.  | Heart with No Companion | 3:04  |
| 9.  | If It Be Your Will      | 3:43  |